# توبره (ایتالیا)
توبره (به ایتالیایی: Tubre) یک کومونه در ایتالیا است که در تیرول جنوبی واقع شده‌است. توبره ۴۵٫۸ کیلومتر مربع مساحت و ۹۶۴ نفر جمعیت دارد و ۱٬۲۴۰ متر بالاتر از سطح دریا واقع شده‌است.